# شرق إمفال
شرق إمفال رمزها «EI» (بالإنجليزية: Imphal East)‏ ، هو تقسيم إداري لدولة الهند تتبع ولاية مانيبور (بالإنجليزية: Manipur)‏ ، مركزها هو مدينة بورومبات (بالإنجليزية: Porompat)‏ عدد سكانها حسب تعداد سنة 2001 هو 393,780 ، مساحتها 710 كم² وكثافة السكان 555 لكل كم² .